# Interstate 82
Pour les articles homonymes, voir I82 et Route 82.
L'Interstate 82 (I-82) est une autoroute du Nord-ouest des États-Unis qui parcourt une section de l'État de Washington et de l'Oregon. Elle mesure 144 miles (232 km) depuis son terminus nord-ouest à l'échangeur avec l'I-90 à Ellensburg, Washington jusqu'à son terminus sud-est à l'I-84 à Hermiston, Oregon. L'autoroute passe par Yakima et les Tri-Cities en plus de faire partie du lien entre Seattle et Salt Lake City, Utah. L'I-82 forme un multiplex avec la US 97 entre Ellensburg et Union Gap, avec la US 12 entre Yakima et les Tri-Cities ainsi qu'avec la US 395 entre Kennewick et Umatilla, Oregon.
L'I-82 dessert d'abord la région agricole de la Vallée de Yakima en suivant les rivières Yakima et Columbia. L'autoroute entre dans la Vallée depuis le nord en traversant la Manastash Ridge, laquelle sépare Yakima de la Vallée de Kittitas. L'I-82 contourne les Tri-Cities par le sud-ouest autour de Richland et Kennewick pour traverser le fleuve Columbia sur le Pont d'Umatilla. Sa seule autoroute auxiliaire est l'I-182 qui relie l'autoroute à Richland et Pasco dans les Tri-Cities.
Le corridor de l'I-82 était d'abord utilisé par quelques routes d'État et nationales, incluant la Inland Empire Highway et la US 410, lesquelles ont été bâties au début du XXe siècle. En 1957, le gouvernement fédéral a créé l'I-82 pour desservir les installations militaires de la région. La construction s'est étirée jusqu'en 1988.

## Description du tracé
L'I-82 parcourt 143,6 miles (231 km) à travers une partie de l'Inland Northwest dans un alignement généralement nord-ouest–sud-est le long de la rivière Yakima et du fleuve Columbia. L'autoroute constitue le lien entre Seattle et l'Ouest intérieur vers Boise, Idaho et Salt Lake City, Utah.

### Vallée de Yakima
L'I-82 débute au sud-est d'Ellensburg, Washington, à un échangeur avec l'I-90. L'I-82 se dirige vers le sud en formant un multiplex avec la US 97. L'autoroute grimpe la Manastash Ridge en se dirigeant vers le sud-est autour du Yakima River Canyon. L'I-82 constitue la limite ouest de la Yakima Firing Range, une installation militaire. L'autoroute atteint son point culminant à Vanderbilt Gap avec 2 672 pieds (814 m) au-dessus du niveau de la mer. À partir de là, l'autoroute entre dans le comté de Yakima et descend de la chaîne de montagne vers le sud-ouest.

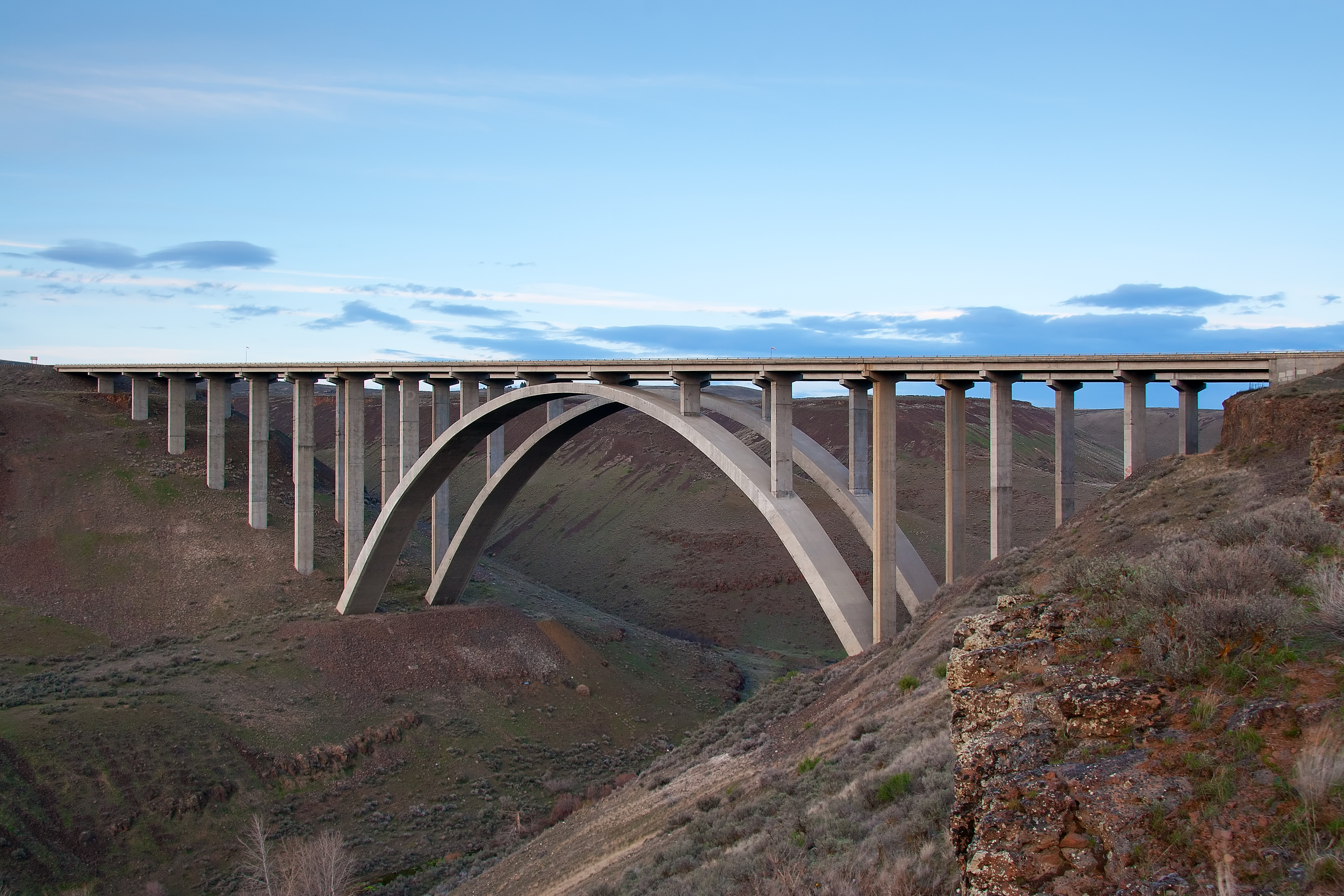
Le Pont Fred G. Redmon au-dessus de Selah Creek

Au nord de Selah, l'I-82 traverse le Pont Fred G. Redmon, un pont en arche de 325 pieds (99 m) de haut au-dessus de la Selah Creek. Au sud-ouest du pont, l'autoroute passe par de nombreuses fermes et installations industrielles avant d'atteindre un échangeur avec la SR 821, la route panoramique passant dans les montagnes sur le même alignement que l'I-82. L'autoroute poursuit son trajet sur la rive est de la rivière Yakima et croise la SR 823 à Selah Gap, un canyon étroit. L'autoroute traverse ensuite les rivières Yakima et Naches et entre dans la ville de Yakima.
Après avoir traversé les rivières, l'I-82 croise la US 12 et entame un multiplex avec cette dernière. Ensemble, l'I-82, la US 12 et la US 97 se dirigent vers le sud le long de la rivière Yakima et passant à l'est du centre-ville de Yakima. L'autoroute traverse la ville vers le sud et, juste avant de traverser à nouveau la rivière Yakima, la US 97 quitte le multiplex aux alentours de Union Gap.
L'autoroute poursuit son trajet vers le sud-est en longeant la rivière Yakima. Sur son trajet, l'autoroute croise plusieurs villages. L'I-82 continue vers le sud-est en traversant Grandview et Prosser aux limites de la région métropolitaine des Tri-Cities dans le comté de Benton.

### Tri-Cities et Umatilla
L'I-82 passe par plusieurs vignobles au nord de avant de traverser la rivière Yakima à l'est du centre-ville. L'autoroute longe la rivière jusqu'à Benton City. À cet endroit, la rivière bifurque vers le nord alors que l'autoroute se dirige vers l'est en direction de Kennewick. Elle rencontre sa seule autoroute auxiliaire, l'I-182 qui poursuit vers l'est alors que l'I-82 se dirige vers le sud. La US 12 se joint à l'I-182. L'I-82 poursuit vers le sud-est où elle rencontre la US 395. Cette dernière forme un multiplex avec l'I-82.
L'autoroute se dirige vers le sud et le sud-ouest vers le fleuve Columbia. L'I-82 traverse le fleuve Columbia à l'ouest du Barrage de McNary sur le Pont d'Umatilla, un pont en porte-à-faux en treillis pour la chaussée est et un pont plus récent en béton pour les voies ouest, de même qu'une piste multifonctionnelle pour les cyclistes et les piétons.
Après avoir traversé le fleuve, l'I-82 entre en Oregon. Elle y entre dans la ville d'Umatilla et la US 395 quitte le multiplex. L'autoroute contourne Hermiston à l'ouest et se dirige vers son terminus est qu'elle atteint en rencontrant l'I-84.

## Liste des sorties

### Washington
| Interstate 82                             |                 |        |        |        |                                                                 | |
| Comté                                     | Municipalité    | mi     | km     | Sortie | Intersections / Destinations                                    | Notes                                                                                                   |
| Kittitas                                  |                 | 0,00   | 0,00   | —      | I-90 / US 97 nord – Spokane, Seattle                            | Terminus ouest du multiplex avec US 97; sortie 110 de l'I-90                                            |
| Kittitas                                  |                 | 3,22   | 5,18   | 3      | SR 821 (en) (Thrall Road)                                       | |
| Kittitas                                  |                 | 11,62  | 18,70  | 11     | Military Road – Yakima Training Center                          | |
| Yakima                                    |                 | 26,56  | 42,74  | 26     | SR 821 (en) nord (Canyon Road) vers SR 823 (en) – Selah         | |
| Yakima                                    |                 | 28,99  | 46,65  | 29     | East Selah Road                                                 | |
| Yakima                                    |                 | 30,59  | 49,23  | 30     | SR 823 (en) nord / Rest Haven Road – Selah                      | Indiqué sortie 30A (SR 823) et 30B (Rest Haven Road) en direction ouest                                 |
| Yakima                                    | Yakima          | 31,35  | 50,25  | 31     | US 12 ouest / North 1st Street – Naches, White Pass             | Terminus ouest du multiplex avec US 12; indiqué sortie 31A (US 12) et 31B (1st Street) en direction est |
| Yakima                                    | Yakima          | 33,21  | 53,45  | 33A    | Fair Avenue, Lincoln Avenue                                     | Sortie et entrée direction est seulement                                                                |
| Yakima                                    | Yakima          | 33,21  | 53,45  | 33B    | Yakima Avenue – Terrace Heights                                 | Indiqué sortie 33 en direction ouest                                                                    |
| Yakima                                    | Yakima          | 34,74  | 55,91  | 34     | SR 24 (en) est / Nob Hill Boulevard – Moxee                     | |
| Yakima                                    | Union Gap       | 36,26  | 58,35  | 36     | Valley Mall Boulevard – Union Gap                               | |
| Yakima                                    |                 | 37,81  | 60,85  | 37     | US 97 sud – Goldendale, Bend                                    | Terminus est du multiplex avec US 97; sortie direction est, entrée direction ouest                      |
| Yakima                                    |                 | 38,07  | 61,27  | 38     | Union Gap                                                       | Sortie direction ouest, entrée direction est                                                            |
| Yakima                                    |                 | 40,31  | 64,87  | 40     | Thorp Road, Parker Road                                         | |
| Yakima                                    |                 | 44,29  | 71,28  | 44     | Wapato                                                          | |
| Yakima                                    |                 | 50,08  | 80,60  | 50     | SR 22 (en) est – Toppenish, Buena                               | |
| Yakima                                    | Zillah          | 52,05  | 83,77  | 52     | Zillah, Toppenish                                               | |
| Yakima                                    | Zillah          | 54,05  | 86,99  | 54     | Division Road – Zillah                                          | |
| Yakima                                    | Granger         | 58,47  | 94,10  | 58     | SR 223 (en) sud – Granger                                       | |
| Yakima                                    | Sunnyside       | 63,61  | 102,37 | 63     | Sunnyside, Outlook                                              | |
| Yakima                                    | Sunnyside       | 66,90  | 107,67 | 67     | Sunnyside, Mabton                                               | |
| Yakima                                    | Sunnyside       | 68,91  | 110,90 | 69     | SR 241 (en) (Waneta Road) – Sunnyside, Mabton, Vernita Bridge   | |
| Yakima                                    | Grandview       | 72,58  | 116,81 | 73     | Stover Road – Grandview                                         | |
| Yakima                                    | Grandview       | 75,02  | 120,73 | 75     | County Line Road – Grandview                                    | |
| Benton                                    | Prosser         | 79,90  | 128,59 | 80     | CR 12 (Wine Country Road) / Gap Road – Prosser                  | |
| Benton                                    | Prosser         | 82,31  | 132,47 | 82     | SR 22 (en) vers SR 221 (en) – Mabton, Paterson                  | |
| Benton                                    |                 | 88,52  | 142,46 | 88     | Gibbon Road                                                     | |
| Benton                                    |                 | 93,58  | 150,60 | 93     | Yakitat Road                                                    | |
| Benton                                    | Benton City     | 96,55  | 155,38 | 96     | SR 224 (en) est / SR 225 (en) nord – West Richland, Benton City | |
| Benton                                    |                 | 102,48 | 164,93 | 102    | I-182 est / US 12 est – Richland, Pasco                         | Terminus est du multiplex avec US 12                                                                    |
| Benton                                    |                 | 104,49 | 168,16 | 104    | Dallas Road – West Richland                                     | |
| Benton                                    |                 | 108,91 | 175,27 | 109    | Badger Road                                                     | |
| Benton                                    | Kennewick       | 112,76 | 181,47 | 113    | US 395 nord vers I-182 – Kennewick, Pasco, Spokane              | Terminus ouest du multiplex avec US 395                                                                 |
| Benton                                    |                 | 114,36 | 184,04 | 114    | SR 397 (en) nord – Finley                                       | |
| Benton                                    |                 | 122,70 | 197,47 | 122    | Coffin Road                                                     | |
| Benton                                    |                 | 131,55 | 211,71 | 131    | SR 14 ouest – Plymouth, Vancouver                               | |
| Fleuve Columbia                           | Fleuve Columbia | 132,57 | 213,35 |        | I-82 est / US 395 sud – Hermiston, Portland                     | Continue en Oregon                                                                                      |
| - Terminus de multiplex - Accès incomplet |                 |        |        |        |                                                                 | |

### Oregon
| Interstate 82           |                 |       |       |        |                                                    |                                       |
| Comté                   | Municipalité    | mi    | km    | Sortie | Intersections / Destinations                       | Notes                                 |
| Fleuve Columbia         | Fleuve Columbia | 0,00  | 0,00  |        | I-82 ouest / US 395 nord – Kennewick, Seattle      | Continue à Washington                 |
| Umatilla                | Umatilla        | 1,00  | 1,61  | 1      | US 395 sud / US 730 – Umatilla, Hermiston, Irrigon | Terminus est du multiplex avec US 395 |
| Umatilla                |                 | 4,83  | 7,77  | 5      | Power Line Road                                    |                                       |
| Umatilla                |                 | 9,79  | 15,76 | 10     | Westland Road                                      |                                       |
| Umatilla                |                 | 11,01 | 17,72 | —      | I-84 / US 30 – Portland, Pendleton                 | Sortie 179 de l'I-84                  |
| - Terminus de multiplex |                 |       |       |        |                                                    |                                       |

## Autoroutes reliées

### Washington
- Interstate 182